# Oulipo
Az Oulipo (ejtsd: ulipó) egy francia akroníma, ami a OUvroir de LIttérature POtentielle kifejezésből ered, ami magyarul a „Lehetséges Irodalom Műhelye” formában adható vissza. 1960-ban alapította a francia író és költő Raymond Queneau és honfitársa, a matematikus François Le Lionnais, először SLE néven (Sélitex: séminaire de littérature expérimentale). Természetesen ez is betűszó, amit „kísérleti irodalmi szeminárium”-ként fordíthatunk.
Az Oulipo társaság első összejövetelére 1960. november 24-én került sor. A társaság a mai napig létezik, ám két alapító tagja már nem él.
Az Oulipo és a ’Patafizikai Társaság között szoros, de nem szervezeti kapcsolat van. (Erről olvashatni az alant hivatkozott »és«-interjúban.)

## Tagok
Íme az Oulipo tagjainak listája 2005-ben. A tagok nevei esetleges haláluk után is megmaradnak.
Noël Arnaud, Valérie Beaudouin, Marcel Bénabou, Jacques Bens, Claude Berge, André Blavier, Paul Braffort, Italo Calvino, François Caradec, Bernard Cerquiglini, Ross Chambers, Stanley Chapman, Marcel Duchamp, Jacques Duchateau, Luc Étienne, Frédéric Forte, Paul Fournel, Anne F. Garréta, Michelle Grangaud, Jacques Jouet, Latis, François Le Lionnais, Hervé Le Tellier, Jean Lescure, Harry Mathews, Michèle Métail, Ian Monk, Oskar Pastior, Georges Perec, Raymond Queneau, Jean Queval, Pierre Rosenstiehl, Jacques Roubaud, Olivier Salon, Albert-Marie Schmidt.

## Néhány Oulipo-könyv

### Georges Perec
- La Vie mode d’emploi,
- La Disparition,
- Les Revenentes, Julliard
- Penser / Classer, Hachette
- Je me souviens…, Hachette

### Raymond Queneau
- Exercices de style
- Százezer-milliárd költemény (Cent mille milliards de poèmes)

### Boris Vian
- Boris Vian + OuLiPo: Nem úszhatjuk meg; ford., utószó Takács M. József; Helikon, Bp., 2021

## Lásd még
- Francia irodalom
- Szigeti Csaba: Mint egy elefánt. Az Oulipo formaművészetéről; Kijárat, Bp., 2004

## Külső hivatkozások
- http://www.oulipo.net/ Hivatalos lap
- OuLiPo-antológia (szerk. Szigeti Csaba)
- Interjú, Élet és Irodalom Archiválva 2007. május 13-i dátummal a Wayback Machine-ben